# Ricardo Pando Córdova
Ricardo Pando Córdova (Lima, 7 de febrero de 1964) es un dentista y político peruano. Fue congresista de la república durante el periodo 2006-2011 y es miembro del partido Fuerza Popular.

## Biografía
Nació en la ciudad de Lima, el 7 de febrero de 1964.
Cursó sus estudios primarios y secundarios en la ciudad de Tarma y luego en el Colegio Militar Leoncio Prado en Lima. Entre 1983 y 1987 estudió estomatología en la Universidad Peruana Cayetano Heredia y en 2003, estudió una maestría en ortodoncia.

## Trayectoria Política
Ricardo Pando ha estado integrado al fujimorismo desde 1998, cuando fue secretario general provincial del Movimiento Vamos Vecino y luego de la alianza Perú 2000 liderado por Alberto Fujimori. Actualmente, se encuentra afiliado al partido Fuerza Popular desde el año 2009.
Su primera experiencia electoral se dio en las elecciones municipales de 1993 cuando resultó elegido como regidor provincial de Tarma y luego en las elecciones municipales de 1995, tentó la reelección sin obtener éxito.

### Congresista de la República
No volvió a presentarse como candidato hasta las elecciones parlamentarias del año 2006, cuando postuló al Congreso de la República por Alianza por el Futuro y resultó elegido para el periodo parlamentario 2006-2011.
En el año 2008, Pando fue acusado por la Comisión Permanente del Congreso por el delito de falsedad genérica tras la contratación irregular de una empleada en su despacho. Luego en el año 2009, fue acuchillado por su esposa durante una discusión familiar. Según su pareja, acusó a Pando de haberla agredido físicamente.
Culminando su gestión, intentó ser reelegido en las elecciones del 2011 como miembro de Fuerza 2011 liderad por Keiko Fujimori, sin embargo, no tuvo éxito y de igual manera en las elecciones extraordinarias del 2020.